# Convento di San Francesco (Capestrano)
Il convento di San Francesco, monumento nazionale dal 1902 ed anche chiamato convento di San Giovanni dal nome di Giovanni da Capestrano al quale si deve la costruzione, si trova presso Capestrano, in provincia dell'Aquila.

## Descrizione

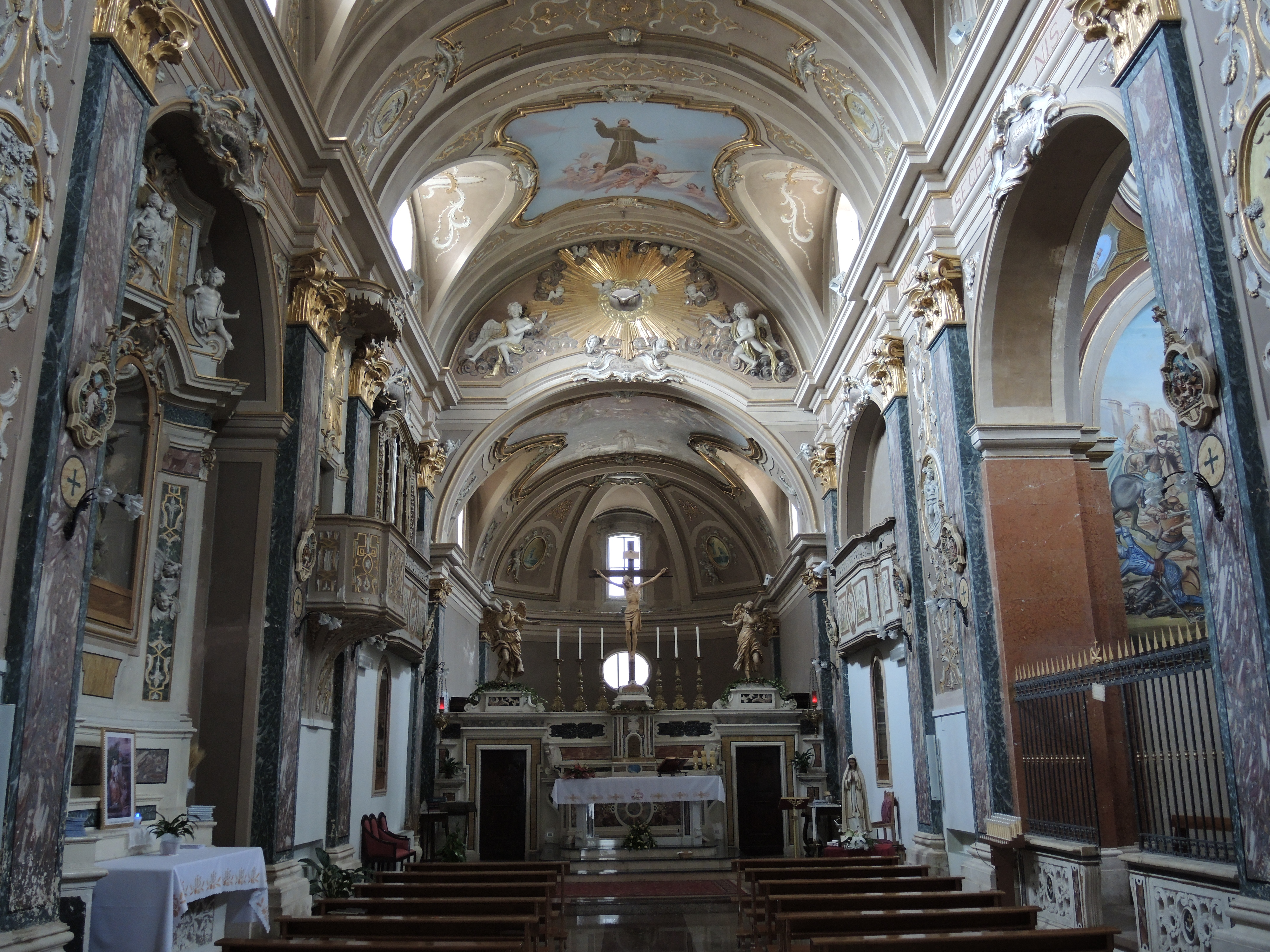
Interno

La costruzione del convento iniziò nel 1447 per volere di Giovanni da Capestrano sfruttando un sito donato dalla contessa Cobella da Celano, come testimoniato da un documento conservato nel reliquiario del convento.
La struttura iniziale del convento era limitata ad un edificio situato tra l'attuale sacrestia e la cantina dove al piano superiore si trovavano una decina di celle per i frati, mentre al piano terra si trovavano le officine. Il nucleo iniziale doveva anche ospitare una biblioteca per custodire i libri ed i manoscritti donati del Santo alla sua morte, ampliata nel 1742 per assumere la configurazione attuale.
Il chiostro quadrato sul fianco sinistro della chiesa fu eretto nel 1709 su due piani, con le celle dei frati al piano superiore, il refettorio al piano inferiore e l'orto nella zona centrale. Nel 1853 venne costruita l'ala del convento che si affaccia sul cimitero.
La chiesa venne invece ampliata nel 1735 con la realizzazione del presbiterio e di due cappelle sul suo fianco destro. Nel 1925 venne restaurata e ed affrescata da Padre Colombo Cordeschi di Lucoli. Il piazzale antistante la chiesa fu ampliato nel 1977 con la posa della statua di San Giovanni, opera dello scultore Padre Andrea Martini.
All'interno del convento si trova il museo di san Giovanni da Capestrano, con oggetti appartenuti al santo, come abiti e la bibbia regalata a San Giovanni dal papa Callisto III, ed altri arredi sacri e documenti storici, come una bolla di Urbano IV del 18 aprile 1262.